# Protocollo (documento)
Il protocollo nella sua accezione originaria era l'insieme di formule iniziali di un documento in diplomatica (dal latino medievale protocollum, a sua volta dal greco prôtos, primo, e kólla, colla, cioè primo [foglio] incollato di un rotolo).
In seguito il termine venne usato per indicare il registro, su cui vengono trascritti progressivamente i documenti e gli atti in entrata e in uscita di un notaio e, per estensione, di un qualsiasi soggetto o ente (pubblico o privato).